# Brongniartieae
Tribu
Les Brongniartieae sont une tribu de plantes à fleurs dicotylédones de la famille des Fabaceae, sous-famille des Faboideae, originaire des régions tropicales d'Amérique et d'Australie, qui compte une dizaine de genres et environ 150 espèces.

## Liste des genres
Selon NCBI (15 août 2018) :
- Amphiodon Huber, 1909
- Brongniartia Kunth, 1824
- Cristonia J.H.Ross, 2001
- Cyclolobium Benth., 1837
- Harpalyce Sesse & Moc. ex DC., 1825
- Hovea R.Br., 1812
- Lamprolobium Benth., 1864
- Plagiocarpus Benth., 1876
- Poecilanthe Benth., 1860
- Tabaroa L.P.Queiroz, G.P.Lewis & M.F.Wojc., 2010
- Templetonia R.Br., 1812
- Thinicola J.H.Ross, 2001